# بيل رووي
بيل رووي هو محامي وسياسي كندي، ولد في 4 يونيو 1942 في كندا.